# دنی وارد (بازیکن فوتبال)
دنیل کارل "دنی" وارد (انگلیسی: Daniel Carl "Danny" Ward؛ زادهٔ ۹ دسامبر ۱۹۹۰) یک بازیکن فوتبال اهل بریتانیا است.